# Calyptothecium phyllogonioides
Calyptothecium phyllogonioides là một loài rêu trong họ Pterobryaceae. Loài này được Nog. & X.J. Li mô tả khoa học đầu tiên năm 1988.